# Mardy Collins
Maurice Rodney "Mardy" Collins (Filadélfia, 4 de agosto de 1984) é um basquetebolista profissional norte-americano que atualmente joga pelo Lokomotiv Kuban na VTB United League.